# 倒脫靴
倒脫靴，又稱作脫骨，是圍棋中的一種攻防技巧，通常使用於在雙方兩塊棋在邊上互殺時，常可造成雙方死活的大逆轉。使用倒脫靴的一方先讓對方提取自己已成為凝形的數個子（常見的有正方形四子、曲四形），然後在提子的空位下子，倒提對方的子。
倒脫靴、長生劫、三劫並稱為圍棋中的三大珍奇棋形，在實戰中很少出現，如果棋力不到一定水準者，即使出現這種棋形也難以發現而運用，一般較常出現在棋書的死活題中。